# 地质学条目目录
本文旨在提供一份较为完整的有关地质学主题的条目列表，按条目对应的英文词组排序。

## A
- 软流层
- 天体地质学——学科
- 地堑

## B
- 岩磐
- 海滩——水边沙地

## C
- 钙——原子序數為20的化學元素
- 峡谷——峽谷簡介
- 洞穴——地下的通道或空间
- 水泥——建筑材料
- 胶结（地质学）
- 新生代——地球历史最近6600万年的地质时代
- 海岸
- 压实
- 结核——结核杆菌感染引起的疾病
- 砾岩
- 大陆——地球上的大塊陸地
- 聚合性板块边缘
- 峭壁与尾部
- 地壳——星球构造

## D
- 大地测量系统
- 堆积作用
- 贯入体
- 岩墙
- 离散边界——兩個構造板塊之間存在的線性特徵，它們彼此遠離
- 鼓丘

## E
- 地球科学——研究地球的學科
- 环境工程
- 环境地理学
- 地质时代——地球歷史的時代劃分
- 后成作用
- 地质时代——地球歷史的時代劃分
- 世 (地质学)
- 海平面变化

## F
- 法尔班德
- 瀑布线
- 长英质

## G
- 期 (地质学)
- 断层——岩石中发生位移裂缝或不连续性面
- 地质建模
- 地质时期——地球歷史的時代劃分
- 地质年代表——地球歷史的時代劃分
- 地质区域
- 地质学家
- 地质学——研究地球及其演變的學科
- 阿尔卑斯山地质学
- 地貌学 / 地形学
- 地统计学——将概率方法运用于地质或地理空间现象的研究
- 间歇泉——一种温泉
- 冰期——冰河時代內的時間間隔，以較冷的溫度和冰川的進展為標誌
- 断陷盆地

## H
- 冥古宙——地質年代的一個宙
- 地堑
- 地质学史
- 热点 (地质学)

## I
- 火成岩——岩石三大類之一
- 环境地理学
- 地壳均衡

## K
- 喀斯特——溶岩地貌

## L
- 岩盖
- 地面沉降
- 地质学家列表
- 板块列表
- 岩石列表——维基媒体列表条目
- 地壳——星球构造
- 岩石圈

## M
- 玄武岩
- 地幔——行星內部的核心和地殼之間的層次
- 海洋退缩
- 崩塌
- 基质 (地质)
- 变质岩——岩石三大類之一
- 陨石——來自外太空撞擊地球的固體物質
- 矿物——天然形成的结晶状纯净物，单质或化合物
- 矿业工程
- 泥浆池
- 泥火山——地質過程

## O
- 造山运动

## P
- 古地理学——研究和重构地球表层系统在地球各历史阶段自然地理环境的学科
- 古生物学——研究古地質時代的生物及其進化發展，為生物學和地質學的交叉科學
- 土壤学
- 渗透性
- 石油工程
- 磷酸盐——化合物大類
- 穿透结构
- 行星地质学
- 板块构造——描述地球岩石圈大規模運動的科學理論
- 原生代

## R
- 退化
- 相对密度
- 裂谷
- 岩石——由一种或几种矿物和天然玻璃组成的，具有稳定外形的固态集合体
- 岩层
- 罗迪尼亚
- 铷-锶定年法

## S
- 沙——細碎的石質顆粒物
- 砂岩——沉积岩的一类，由砂粒胶结固化所形成
- 海底山
- 沉积物捕获装置
- 沉积岩——岩石三大類之一
- 层序地层学
- 硅酸盐矿物
- 岩墙
- 地层学——地质学的一个基础学科，研究构成地壳的所有层状或似层次岩石体固有的特征和属性，并据此将它们划分为不同类型和级别单位，进而建立它们之间的空间关系和时间顺序
- 地层
- 隐没作用
- 隐没带

## T
- 沥青湖
- 特纳姆（陨石）
- 转换断层
- 海侵

## U
- 海底山脉
- 均变论

## V
- 火山——天然，表面通風或裂縫，通常呈山地形式